# Grøn busksommerfugl
Den grønne busksommerfugl (Callophrys rubi) er en sommerfugl i blåfuglefamilien. Den findes talrigt lokalt i Jylland, specielt i skovlysninger på tørvebund, i højmoser og hedemoser samt desuden i klitlavninger og på sandede heder. Arten findes for øvrigt over størstedelen af Europa samt i Nordafrikas bjerge og videre østover gennem Lilleasien til Sibirien og Amur.
Udseende
Grøn busksommerfugl er umulig at forveksle med andre danske sommerfugle. Den grønne farve er meget udtalt og følehornenes og benenes sorte og hvide striber er tydelige. Vingefanget er 22–27 mm. Bagvingen har en lille spids. Sommerfuglens latinske navn Callophrys betyder "smukke øjenbryn" og hentyder til den fine hvide tegning, der ses over sommerfuglens øjne.
Livscyklus
Den grønne busksommerfugl kommer allerede frem omkring slutningen af april, starten af maj og ses indtil slutningen af juni. Sommerfuglen lægger sine æg på bl.a. gyvel, kællingetand og revling. Æggene klækkes efter en uge. Larven er udvokset efter 3-4 uger. Larven forpupper sig derefter og overvintrer på denne måde. Næste forår kommer den færdige sommerfugl frem omkring april-maj. Puppen er brun, rundagtig og ubevægelig, men den kan høres frembringe en pibende lyd.
Foderplanter
Kællingetand, tørst, visse, mosebølle, gyvel og mange andre planter.